# Östra Rönnäs
Östra Rönnäs är en by i Leksands kommun vid Österdalälven tio kilometer ostsydost om Leksand i Leksands socken, Rönnäs fjärding mellan Västra Rönnäs och gränsen mot Ål socken. Byn ligger på norra (östra) sidan av älven. SCB avgränsar  bebyggelsen som en småort, vilken 2015 och åter 2023 även omfattar bebyggelsen i Västra Rönnäs. 
Byn är klassad som ett riksintresse för kulturmiljövård.

## Historia
Byns ålder är oklar, men byn ligger i ett område som koloniserades redan under järnåldern. På flera platser finns järnslagg och rester efter primitiva järnframställningsugnar i byn. Ursprungligen ingick Östra Rönnäs tillsammans med Västra Rönnäs i en gemensam by. Äldsta skriftliga belägg är 'rønes' från 1440 och 'rønaesi' från 1468.
I den äldsta skattelängden 1539 upptas för Rönnäs 5 skattebönder, 4 skattebönder i "Quernåkra" och 2 skattebönder i Holen. Från 1549 redovisas bönderna från Kvarnåkra under Rönnäs. Under år 1552 redovisas även bönderna i Holen under Rönnäs. Därav kan man se att bebyggelsen redan på 1500-talet var uppdelad i byklungor, dels vid själva Rönnäs söder om dagens Västra Rönnäs, i "Hola" vid båthusen också i dagens Västra Rönnäs, och på Kvarnåkern i dagens Östra Rönnäs.
Älvsborgs lösen år 1571 redovisar hela 17 gårdar i Rönnäs. Mantalslängden 1668 upptar 20 hushåll och Holstenssons karta från samma år visar 18 gårdstecken. I samband med fäbodinventeringen 1663–1664 uppges Rönnäsbönder vara delägare i Middagsbodarna, Kyrkbol, Brändor och Kångla. 1766 fanns det 60 hushåll i Rönnäs, som är det sista året som de båda bydelarna redovisas tillsammans.
År 1830 anger mantalslängden 45 hushåll i Östra Rönnäs. Storskifteskartan från 1820-talet visar 50 gårdar. Mantalslängden 1896 upptar 60 hushåll i Östra Rönnäs.
1900-talets avfolkning av landsbygden drabbade byn hårt, men läget är sedan 1980-talet stabiliserat och ökar sakta.
År 1865 byggdes det första skolhuset i byn vid Östbytorg. En senare skola låg vid Sandåkern, och där fanns även fram till 1950-talet en handelsbod. Vid bäckgålan, nära gränsen mot Västra Rönnäs, uppfördes på 1890-talet ett bönhus.
I byn efter Rönnäsån har även tidigare funnits flera skvaltkvarnar. Fäbodinventeringen 1663–1664 redovisar 3 kvarnar. Ännu på 1880-talet fanns tre kvarnar kvar här. En av dessa flyttades till byn Lerberg och finns fortfarande kvar, men fungerar nu som härbre.